# Премія Національної спілки кінематографістів України
Премія Національної спілки кінематографістів України (Премія НСКУ) — щорічна кінематографічна нагорода, яку присуджує Національна спілка кінематографістів України найкращим українським фільмам року. Премію було започатковано у 2014 році «з метою відродження та розвитку українського кіномистецтва, підвищення творчої майстерності митців, підтримки молодих кінематографістів, пропаганди найкращих здобутків українського кіно». Завдання Премії — визначення найкращих фільмів та відзначення кінематографістів за творчі здобутки за результатами року, що минув. Ініціатором заснування премії став режисер, секретар Правління НСКУ Роман Ширман.

## Історія
Перша урочиста церемонія вручення Премії НСКУ відбулася 15 травня 2014 року в рамках урочистого закриття ХХХХІ сезону Будинку кіно в Києві. Лауреатів премії було визначено у п'яти номінаціях: Найкращий ігровий фільм, Найкращий неігровий фільм, Найкращий анімаційний фільм, Найкращий фільм-дебют та Найкращий фільм року. За звання найкращого ігрового фільму 2013 року змагалися 7 фільмів, в конкурсі фільмів-дебютів — 13; на здобуття Премії було висунуто 10 неігрових фільмів та шість анімаційних стрічок. Лауреатами Першої Премії НСКУ стали такі фільми, як «Хайтарма» А. Сеітаблаєва (найкращий ігровий фільм), «Лариса Кадочникова. Автопортрет» Л. Кадочникової та Д. Томашпольського (найкращий неігровий фільм), «Доро́га» М. Ксьонди (найкращий фільм-дебют), «Крамниця співочих пташок» А. Ларенішина (найкращий анімаційний фільм).
У 2016 році було вперше визначено переможця у категорії Найкращий короткометражний фільм та запроваджено Спеціальну премію імені Олександра Довженка за внесок у кінематограф, яка вручається за кар'єрні здобутки в українському та світовому кіно. Лауреата Спеціальної премії імені Олександра Довженка визначає Секретаріат Правління НСКУ. Першим лауреатом цієї премії став кінооператор, кінорежисер і педагог Сергій Лисецький.
У 2018 році Премія НСКУ за 2017 рік не вручалася. Проте, 19 жовтня відбулося вручення дипломів Асоціації кінокритиків НСКУ найкращим українським фільмам 2017 року за результатами опитування Бюро української кіножурналістики «Підсумки українського кінопроцесу та кінопрокату — 2017» у номінаціях «Найкращий український фільм 2017 року», «Найкращий український ігровий фільм 2017 року», «Найкращим українським неігровим фільмом 2017 року», «Найкращий український анімаційний фільм 2017 року» та «Найкращий український короткометражний фільм 2017 року». Дипломи вручили в рамках урочистої церемонії відкриття 45-го сезону Будинку кіно Національної спілки кінематографістів України.

## Номінації
- Найкращий ігровий фільм
- Найкращий неігровий фільм
- Найкращий анімаційний фільм
- Найкращий короткометражний фільм — з 2016 року
- Найкращий фільм-дебют

Спеціальні нагороди
- Спеціальна премія імені Олександра Довженка за внесок у кінематограф — з 2016 року

## Присудження і вручення премії
На здобуття премії НСКУ висуваються українські фільми, вироблені у попередньому календарному році, та українські повнометражні фільми, що вийшли до кінотеатрального прокату.
Висунуті фільми оцінює журі Премії НСКУ, до якого входять авторитетні діячі українського кіно: кінознавці, кінорежисери, кінооператори та кінодраматурги. Фільми оцінюються шляхом таємного голосування.
Вручення Премії НСКУ відбувається на урочистій церемонії у травні в рамках урочистого закриття чергового сезону Будинку кіно в Києві. Лауреати Премії НСКУ найкращим фільмам року нагороджуються пам'ятними призами і дипломами.